# 47 Гидры
47 Гидры (лат. 47 Hydrae), HD 121847 — двойная звезда в созвездии Гидры на расстоянии приблизительно 384 световых лет (около 118 парсек) от Солнца. Видимая звёздная величина звезды — +5,192m.

## Характеристики
Первый компонент — бело-голубая звезда спектрального класса B8V, или B8. Масса — около 3,999 солнечной, радиус — около 3,365 солнечного, светимость — около 138,357 солнечной. Эффективная температура — около 11673 K.
Второй компонент — коричневый карлик. Масса — около 14,64 юпитерианской. Удалён в среднем на 2,374 а.е..